# John Martin Fischer
John Martin Fischer (26 de diciembre de 1952)  es Distinguished Professor de Filosofía en la Universidad de California. Es un importante académico en el campo de la filosofía del libre albedrío y la responsabilidad moral.

## Educación y Carrera
En junio de 2011, Fischer fue elegido vicepresidente de la división del Pacífico de la Asociación Filosófica americana. Posteriormente en el 2013 sería elegido presidente de la misma organización.

## Libros
- Moral Responsibility (editor) (Cornell University Press, 1986)
- God, Foreknowledge and Freedom (editor) (Stanford University Press, 1989)[3]
- Perspectives on Moral Responsibility (co-editor with Ravizza) (Cornell University Press, 1993)
- The Metaphysics of Death (editor) (Stanford University Press, 1993)
- The Metaphysics of Free Will:  An Essay on Control (Blackwell, 1994)[4][5]
- Responsibility and Control:  A Theory of Moral Responsibility (co-authored with Ravizza) (Cambridge University Press, 1998)
- My Way:  Essays on Moral Responsibility (Oxford University Press, 2006)[6]
- Our Stories:  Essays on Life, Death, and Free Will (Oxford University Press, 2009)
- Cuatro perspectivas sobre la libertad, con John Martin Fischer, Derk Pereboom, y Manuel Vargas, Madrid:Marcial Pons. 2013.[7]